# Anders Samuelsen
 Ikke at forveksle med Andrass Samuelsen.
Anders Samuelsen (født 1. august 1967) er en dansk politiker, som er forhenværende udenrigsminister og tidligere medlem af Folketinget for Liberal Alliance, som han også var politisk leder for fra januar 2009 til 6. juni 2019. Han var fra 2009 til 2013 medlem af Horsens Byråd, Han har tidligere været medlem af Folketinget (1998-2004) og Europa-Parlamentet (2004-2007) for Det Radikale Venstre. Den 7. maj 2007 stiftede han Ny Alliance sammen med Naser Khader og Gitte Seeberg, som begge siden har forladt partiet. I sommeren 2008 blev et nyt og mere liberalt partiprogram vedtaget samtidig med, at navnet blev ændret til Liberal Alliance.
Anders Samuelsen blev i januar 2009 politisk leder efter Naser Khaders farvel til Liberal Alliance. Samuelsen trak sig som politisk leder den 6. juni 2019 efter ikke at være blevet genvalgt til Folketinget.

## Baggrund
Samuelsen er født i Horsens som søn af folketingsmedlem Ole Samuelsen og husholdsningslærer Anna Holm. Han har fire søskende, hvoraf de mest kendte er Morten Samuelsen og Mette Bock.[kilde mangler]
Han gik på Tranebjerg Skole på Samsø og blev efterfølgende student fra Viborg Katedralskole i 1986 og cand.scient.pol. fra Aarhus Universitet i 1993. Anders Samuelsen arbejdede som konsulent og projektkoordinator på Døves Højskole, Castberggård fra 1994 til 1998.
I 1992 blev han gift med Lajla Dam Samuelsen, der er børnehaveklasseleder. Sammen har de to sønner. Parret flyttede fra hinanden i foråret 2009.
Fra februar 2012 og frem til 2017 dannede Samuelsen par sammen med operasangeren Susanne Elmark.

## Politisk karriere

### Det Radikale Venstre
Samuelsens politiske karriere startede i Det Radikale Venstre. Han var partiets kandidat i Horsenskredsen 1994-98 og i Holbækkredsen fra 1998.
Han var midlertidigt medlem af Folketinget for Vejle Amtskreds i perioderne 5.-11. december 1997 og 31. marts 1998-20. november 2001 som stedfortræder for Elsebeth Gerner Nielsen. Desuden var han medlem af Det Radikale Venstres hovedbestyrelse 1997-98.
Han blev valgt til folketingsmedlem for Vestsjællands Amtskreds 20. november 2001, hvor han sad indtil 30. juni 2004.

### Europa-Parlamentet
Anders Samuelsen var medlem af Europa-Parlamentet for Det Radikale Venstre fra 13. juni 2004 – 28. november 2007, hvor han blev erstattet af Johannes Lebech.

### Liberal Alliance
I sommeren 2007 stiftede Anders Samuelsen sammen med den tidligere partikollega Naser Khader og den tidligere konservative politiker Gitte Seeberg partiet Ny Alliance. Han har siden 2007 været partiets kandidat i alle opstillingskredse i Østjyllands Storkreds. Ved folketingsvalget i 2007 blev han valgt for Ny Alliance. Partiet skiftede navn til Liberal Alliance i august 2008. Efter Naser Khader trådte ud af partiet i januar 2009, blev Anders Samuelsen partileder. Ud over at være partileder har Anders Samuelsen haft ordførerskaber inden for områderne: arbejdsmarkedet, EU, finans, udenrigspolitik, politik-økonomi, skat og udvikling.
Ved kommunalvalget 2009 stillede Samuelsen op i Horsens og blev valgt som det eneste mandat for partiet. Han genopstillede ikke ved kommunalvalget i 2013.

## Tillidshverv og hæder
- Vicepræsident i Beredskabsforbundet.
- Ridder af Dannebrogordenen (1. maj 2012)[11].

## Publikationer
Samuelsen har skrevet eller medvirket i flere bøger:
- "Vejen til et bedre Europa – en bro mellem ja og nej, People's Press, 2004.
- "Europas stemmer", Gyldendal, 2005.
- "Breve fra Europa – de første år i Bruxelles", Forlaget Hovedland, 2006.
- "Comeback kid", Hanne Sindbæk og Anders Samuelsen, People's Press, 2013.
- "Den lange vej - fra nederlag til fremgang" (redigeret og samlet af Kasper Elbjørn), 2013.
- "Ikke for mine blå øjnes skyld" (fortalt til Hanne Sindbæk), 2019.
- "Humlebien. Hemmeligheden bag Danmarks succes Erkendelser fra en hippie-liberalist", People's, 2025.